# Hiéroglyphe égyptien G6
Le faucon portant le flagellum, en hiéroglyphes égyptiens, est classifié dans la section G « Oiseaux » de la liste de Gardiner ; il y est noté G6. 

## Représentation
Il représente un faucon pèlerin (Falco peregrinus) portant le flagellum nḫḫ.

## Utilisation
| b | i | k | G6 |

| b | i | k | G6 |